# Lomamyia tenuis
Lomamyia tenuis är en insektsart som beskrevs av Carpenter 1940. Lomamyia tenuis ingår i släktet Lomamyia och familjen Berothidae. Inga underarter finns listade i Catalogue of Life.